# Bege Antal
Bege Antal (Csíkszereda, 1962. november 26. – Budapest, 2012. március 22.) erdélyi magyar matematikus, egyetemi docens.

## Életpályája
Iskoláit szülővárosában végezte. 1986-ban matematika szakot végzett a kolozsvári Babeș–Bolyai Tudományegyetemen. 1986 és 1991 között középiskolai tanár Csíkszeredában. 1991 és 2008 között a Babeș–Bolyai Tudományegyetem Matematika és Informatika Karán tanársegéd (1991), adjunktus (1995), majd docens (2003). 2000-ben doktorált a kolozsvári egyetemen differenciálegyenletekből. 2008-tól a Sapientia Erdélyi Magyar Tudományegyetem (EMTE) marosvásárhelyi karán tanszékvezető docens volt. Az Acta Universitatis Sapientiae szakfolyóirat főszerkesztője, annak megindításától. 1995-től szerkesztője volt továbbá a Notes on Number Theory and Discrete Mathematics folyóiratnak is. 2010-től haláláig az Erdélyi Múzeum-Egyesület matematikai és informatikai szakosztályának elnöke volt.
Szívinfarktusban halt meg Budapesten. Sírja a Házsongárdi temető lutheránus részében van, Martin Lajos sírjától nem messze, a széki gróf Teleki család kriptája közvetlen szomszédságában.
2013-ban a Sapientia EMTE tiszteletbeli professzori cím adományozásával tisztelgett emléke előtt.

## Munkássága
Szakterületei: számelmélet, diszkrét matematika, nemlineáris analízis.

### Könyvei
- Bege A., Kása Z., Tóth L.: Relációk és alkalmazásaik, Műegyetemi Kiadó, Budapest, 1999.
- A. Bege: Teoria discretă a punctului fix şi aplicaţii, Editura Presa Universitara Clujeana, Cluj-Napoca, 2002.
- Bege Antal, Demeter Albert, Lukács Andor: Számelméleti feladatgyűjtemény, Scientia Kiadó, Kolozsvár, 2002.
- Bege Antal: Bevezetés a számelméletbe, Scientia Kiadó, Kolozsvár, 2002.
- Z. Kása, A. Bege: Matematică discretă, Univ. Babeș-Bolyai, Cluj-Napoca, 2002.
- Bege Antal: Régi és új számelméleti függvények, Scientia Kiadó, Kolozsvár, 2005.
- Bege Antal: Differenciaegyenletek, Kolozsvári Egyetemi Kiadó, Kolozsvár, 2005.
- Bege A., Kása Z.: Algoritmikus kombinatorika és számelmélet, Kolozsvári Egyetemi Kiadó, 2006.
- Bege Antal: Rekurzív sorozatokkal kapcsolatos feladatok, Kolozsvári Egyetemi Kiadó, Kolozsvár, 2007.
- Bege Antal: Skatulyaelvvel kapcsolatos feladatok, Kolozsvári Egyetemi Kiadó, Kolozsvár, 2007.
- Bege Antal: 238 válogatott számelméleti feladat, Kolozsvári Egyetemi Kiadó, Kolozsvár, 2008.
- Bege Antal: Differenciálegyenletek: gyakorlatok és feladatok, Kolozsvári Egyetemi Kiadó, Kolozsvár, 2008.
- Bege Antal: Diszkrét matematika, Kolozsvári Egyetemi Kiadó, Kolozsvár, 2009.

### Válogatott cikkei
- Bege, A.: Generalized LCM matrices. Publ. Math. Debrecen 79 (2011), no. 3-4, 309–315.
- Bege, A.: Generalized GCD matrices. Acta Univ. Sapientiae Math. 2 (2010), no. 2, 160–167.
- Bege, A.: Generalized Möbius-type functions and special set of k-free numbers. Acta Univ. Sapientiae Math. 1 (2009), no. 2, 143–150.
- Bege, A., Fogarasi, K.: Generalized perfect numbers. Acta Univ. Sapientiae Math. 1 (2009), no. 1, 73–82.
- Bege, A.: Hadamard product of GCD matrices. Acta Univ. Sapientiae Math. 1 (2009), no. 1, 43–49.
- Sándor, J., Bege, A.: The Möbius function: generalizations and extensions. Adv. Stud. Contemp. Math. (Kyungshang) 6 (2003), no. 2, 77–128.
- Bege, A.: On multiplicatively bi-unitary perfect numbers. Notes Number Theory Discrete Math. 8 (2002), no. 1, 28–36.
- Bege, A.: Fixed points of R-contractions. Studia Univ. Babeş-Bolyai Math. 47 (2002), no. 4, 19–25.
- Bege, A., Kása, Z.: Coding objects related to Catalan numbers. Stud. Univ. Babeş-Bolyai Inform. 46 (2001), no. 1, 31–40.
- Bege, A.: A generalization of Apostol's Möbius functions of order k. Publ. Math. Debrecen 58 (2001), no. 3, 293–301.
- Bege, A.: Some discrete fixed point theorems. Studia Univ. Babeş-Bolyai Math. 45 (2000), no. 1, 31–37.
- Bege, A.: The generalization of fixed point theorems in ultrametric spaces. Studia Univ. Babeş-Bolyai Math. 41 (1996), no. 4, 17–21.
- Bege, A.: Two asymptotic formulas related to bi-unitary divisors. Notes Number Theory Discrete Math. 2 (1996), no. 1, 7–14.
- Bege, A.: Some remarks concerning fixed points in partially ordered sets. Notes Number Theory Discrete Math. 1 (1995), no. 3, 142–145.
- Bege, A.: Fixed points of certain divisor function. Notes Number Theory Discrete Math. 1 (1995), no. 1, 43–44.
- Bege, A.: Triunitary divisor functions. Studia Univ. Babeş-Bolyai Math. 37 (1992), no. 2, 3–7.
- Bege, A., Milošević, D. M.: Some inequalities for a triangle. Mathematica (Cluj) 34(57) (1992), no. 2, 99–105.
- Bege, A., Milošević, D. M.: Recent advances in triangle inequalities. Studia Univ. Babeş-Bolyai Math. 35 (1990), no. 2, 61–67.
- Bege, A.: A note on a sum of one arithmetical function. Bull. Number Theory Related Topics 12 (1988), 116–120.

## Források

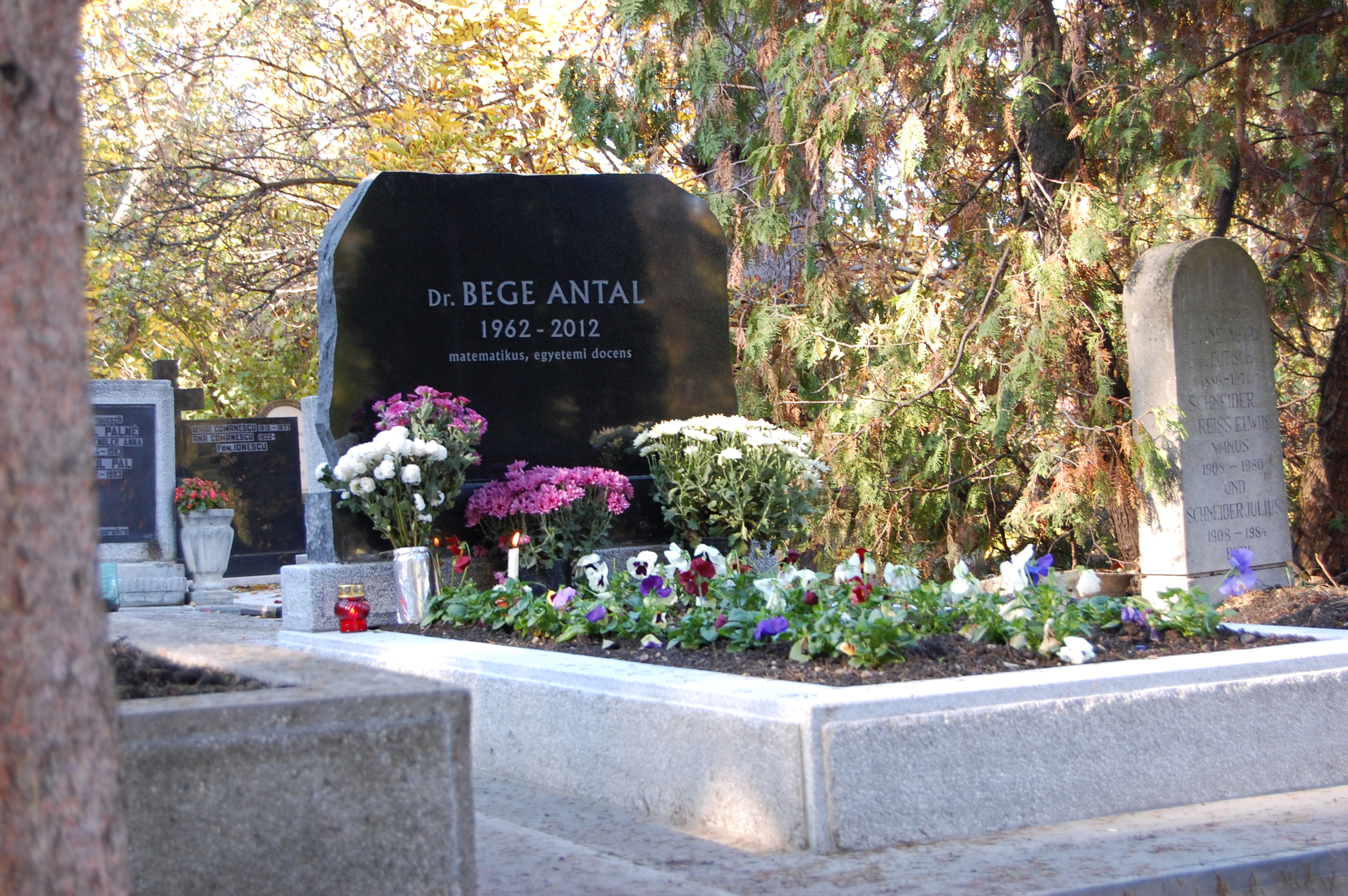
Sírja a Házsongárdi temetőben